# Ciklus sečnine
Ciklus sečnine je skupina biokemičnih reakcij v organizmu sesalcev, s katerimi se dušik vsebujoči razpadni produkti, zlasti amonijak, pretvorijo v sečnino. Slednja nato zapusti telo s sečem. Pri ptičih in nekaterih kuščarjih se amonijak pretvori v sečno kislino, medtem ko se pri ribah amonijak neposredno z osmozo izloči iz organizma skozi kožo. 

## Funkcija
Amonijak je za organizem toksična spojina in ga ne more dovolj hitro izločiti v takšni obliki. Sečnina in tudi sečna kislina sta bistveno manj toksični spojini in pripravnejši za eliminacijo iz organizma. Do nezadostnega pretvarjanja amonijaka v sečnino prihaja pri nekateril prirojenih presnovnih boleznih in pri jetrnih boleznih. Posledično se v jetrih kopičijo dušikovi razpadni produkti (predvsem amonijak), kar vodi do hepatične encefalopatije.

## Lokacija reakcij v organizmu
Ciklus sečnine poteka povečini v jetrnih celicah (hepatocitih), v manjši meri tudi v ledvicah. Reakcije ciklusa potekajo deloma v mitohondrijih, deloma v celičnem citosolu. Za transport vmesnih produktov skozi celične membrane so potrebni prenašalci.

## Reakcije cikla
| Stopnja | Reaktant                  | Produkt                      | Encim | Lokacija    |
| 1       | 2ATP + HCO3- + NH4+       | karbamoilfosfat + 2ADP + Pi  | CPS1  | mitohondrij |
| 2       | karbamoilfosfat + ornitin | citrulin + Pi                | OTC   | mitohondrij |
| 3       | citrulin + aspartat + ATP | argininosukcinat + AMP + PPi | ASS   | citosol     |
| 4       | argininosukcinat          | arginin + fumarat            | ASL   | citosol     |
| 5       | arginin + H2O             | ornitin + sečnina            | ARG1  | citosol     |

Celokupna reakcija:
- 2 NH3 + CO2 + 4 ATP + aspartat → sečnina+ fumarat + 4 ADP + 4 Pi

### Reakcije v mitohondriju
Na koncu kaskadne reakcije (v zgornji preglednici pod stopnjo 1) nastaja karbamoil-fosfat, ki vstopa v reakcije v citosolu. Ker ne obstaja prenašalec za karbamoil-fosfat, ki bi le-tega izpljavljal iz mitohondrija v citosol, nastopi dodatna pretvorba karbamoil-fosfata z ornitinm v citrulin. Obe spojini sta neproteinogeni alfa-L-aminokislini, razlikujeta se v karbamatnem delu molekule in za obe spojini obstaja prenašalec. Karbamoil-fosfat se defosforilira in se veže na ornitin, pri čemer nastaja citrulin. Reakcijo katalizira encim transkarbamoilaza. Citrulin se s pomočjo prenašalca (citrulin-translokaza) prenese v citosol.

### Reakcije v citosolu
Citrulin, ki se prenese v citosol, se veže na aspartat, pri čemer se porablja ATP. Nastane argininosukcinat. Reakcijo katalizira encim argininosukcinat-sintetaza. Iz argininosukcinata nastane z odcepitvijo fumarata arginin. Pri tem sodeluje encim argininosukcinat-liaza. V zadnji stopnji katalizira encim arginaza reakcijo arginina do ornitina ter sečnine.